# Callipo Sport 2012-2013
Questa voce raccoglie le informazioni riguardanti la Callipo Sport nelle competizioni ufficiali della stagione 2012-2013.

## Stagione
Nella stagione 2012-13, la Callipo Sport di Vibo Valentia disputa il suo ottavo campionato, il quinto consecutivo, di Serie A1: confermato l'allenatore Gianlorenzo Blengini, nella rosa arrivano due nuovi centrali, entrambi dalla Gabeca Pallavolo di Monza, ossia Simone Buti e Marcello Forni, mentre cambia completamente il parco attaccanti, che vede l'acquisto di Denys Kaliberda, Tine Urnaut e, a stagione già in corso, Mohamed Badawy, con l'unica conferma dell'opposto Niels Klapwijk; vengono confermati tra l'altro il palleggiatore Manuel Coscione ed il centrale Rocco Barone.
Nella prima giornata di campionato, a sorpresa, vince in casa della Trentino Volley di Trento, seguita da un'altra vittoria contro la Pallavolo Modena: la prima sconfitta arriva alla terza giornata contro il Piemonte Volley di Cuneo; il resto del girone d'andata vede sempre vittoriosa la formazione calabrese in casa, mentre in trasferta si registrano sempre sconfitte, eccetto la vittoria contro la Pallavolo Piacenza al tie-break: il quarto posto in classifica al termine del girone d'andata consente al club di qualificarsi per la Coppa Italia. Il girone di ritorno invece è meno soddisfacente: la Callipo Sport perde le prime quattro partite e non riesce a vincere neanche una gara tra le mura amiche, ottenendo solo quattro successi, tutti in trasferta; la regular season si conclude con l'ottavo posto in classifica, posizionamento che consente la partecipazione alla fase play-off scudetto. Negli ottavi di finale, la squadra di Vibo Valentia supera in tre gare la New Mater Volley di Castellana Grotte, mentre nei quarti di finale, già partendo con una sconfitta all'attivo, come da regolamento, perde le due partite contro la Trentino Volley, venendo eliminata.
Il quarto posto in classifica al termine del girone di andata, consente alla Callipo Sport di giocare in casa i quarti di finale contro la Piemonte Volley: il successo per 3-0 spinge la formazione calabra alla final-four di Assago; in semifinale però, incontra la Trentino Volley, contro la quale perde per 3-0, venendo estromessa dalla finale.

## Organigramma societario
Area direttiva
- Presidente: Filippo Callipo
- Vicepresidente: Giacinto Callipo
- Supervisore generale: Michele Ferraro
- Responsabile segreteria: Carmen Maduli
- Amministrazione: Tino Cascia

Area organizzativa
- Team manager: Giuseppe Defina
- Direttore sportivo: Francesco Prestinenzi
- Addetto agli arbitri: Daniele Vivona
- Assistente spirituale: Enzo Varone
- Magazzino: Franco Nesci, Rosario Pardea

Area tecnica
- Allenatore: Gianlorenzo Blengini
- Allenatore in seconda: Vincenzo Mastrangelo
- Scout man: Antonio Valentini
- Responsabile settore giovanile: Tonino Chirumbolo, Claudio Torchia
- Segretario settore giovanile: Vito Iurlaro, Dario Palmieri

Area comunicazione
- Addetto stampa: Stefano Mandarano
- Manager del palasport: Ivan Ieracitano
- Speaker: Rino Putrino

Area marketing
- Responsabile marketing: Cinzia Ieracitano

Area sanitaria
- Responsabile staff medico: Antonio Ammendolia
- Medico: Giuseppe Topa
- Preparatore atletico: Sabato Pascal, Pasquale Piraino, Francesco Spanò
- Fisioterapista: Michele Cespites, Filippo Fuduli
- Osteopata: Angelo Pellicori

## Rosa
| N° | Nome                 | Ruolo | Data di nascita   | Nazionalità sportiva |
| -- | -------------------- | ----- | ----------------- | -------------------- |
| 1  | Mattia Montesanti    | L     | 16 gennaio 1993   | Italia               |
| 2  | Manuel Coscione      | P     | 29 gennaio 1980   | Italia               |
| 3  | Emiliano Cortellazzi | P     | 14 aprile 1985    | Italia               |
| 4  | Denys Kaliberda      | S     | 24 giugno 1990    | Germania             |
| 6  | Antonio Lavia        | S     | 21 dicembre 1994  | Italia               |
| 7  | Alessandro Farina    | L     | 16 maggio 1976    | Italia               |
| 8  | Marcello Forni       | C     | 11 agosto 1980    | Italia               |
| 9  | Daniel Rocamora      | S/O   | 27 maggio 1988    | Spagna               |
| 10 | Mohamed Badawy       | S     | 11 gennaio 1986   | Egitto               |
| 11 | Simone Buti          | C     | 19 settembre 1983 | Italia               |
| 13 | Niels Klapwijk       | S/O   | 19 settembre 1985 | Paesi Bassi          |
| 14 | Rocco Barone         | C     | 14 dicembre 1987  | Italia               |
| 17 | Tine Urnaut          | S/O   | 3 settembre 1988  | Slovenia             |
| 18 | Luca Presta          | C     | 6 dicembre 1995   | Italia               |

## Mercato
| Acquisti | Acquisti             | Acquisti     | Acquisti   |
| R.       | Nome                 | da           | Modalità   |
| -------- | -------------------- | ------------ | ---------- |
| S        | Mohamed Badawy       | Zamalek      | definitivo |
| C        | Simone Buti          | Gabeca       | definitivo |
| P        | Emiliano Cortellazzi | Loreto       | definitivo |
| L        | Alessandro Farina    | Treviso      | definitivo |
| C        | Marcello Forni       | Gabeca       | definitivo |
| S        | Denys Kaliberda      | Unterhaching | definitivo |
| L        | Mattia Montesanti    | -            | giovanili  |
| C        | Luca Presta          | -            | giovanili  |
| O        | Daniel Rocamora      | Numancia     | definitivo |
| S        | Tine Urnaut          | Umbria       | definitivo |

| Cessioni | Cessioni          | Cessioni         | Cessioni   |
| R.       | Nome              | a                | Modalità   |
| -------- | ----------------- | ---------------- | ---------- |
| O        | Felipe Banderó    | Lugano           | definitivo |
| S        | Matej Černič      | Fenerbahçe       | definitivo |
| S        | Luis Díaz         | Halkbank         | definitivo |
| S        | Michele Grassano  | Tricolore        | definitivo |
| O        | Guillermo Falasca | Narbonne         | definitivo |
| L        | Fabio Fanuli      | Martina          | definitivo |
| L        | Stefano Mignolo   | ?                | definitivo |
| C        | Nikolaj Nikolov   | Matin Varamin    | definitivo |
| P        | Simo-Pekka Olli   | Raision Loimu    | definitivo |
| C        | Michal Rak        | BluVolley Verona | definitivo |
| P        | Simone Serafini   | Camaiorese       | definitivo |

## Risultati

### Serie A1

#### Girone di andata
| 1ª giornata - 7 ottobre 2012 PalaTrento, Trento              | Trentino          | 1 - 3 | Callipo            | 25-18, 23-25, 23-25, 18-25        |
| 2ª giornata - 14 novembre 2012 PalaValentia, Vibo Valentia   | Callipo           | 3 - 0 | Modena             | 25-16, 25-19, 25-21               |
| 3ª giornata - 20 ottobre 2012 PalaBreBanca, Cuneo            | Piemonte          | 3 - 1 | Callipo            | 25-19, 25-23, 20-25, 25-23        |
| 4ª giornata - 28 ottobre 2012 PalaBanca, Piacenza            | Piacenza          | 2 - 3 | Callipo            | 25-20, 22-25, 25-18, 19-25, 11-15 |
| 5ª giornata - 4 novembre 2012 PalaValentia, Vibo Valentia    | Callipo           | 3 - 0 | Robur Angelo Costa | 28-26, 25-15, 25-19               |
| 6ª giornata - 11 novembre 2012 PalaGrotte, Castellana Grotte | New Mater         | 3 - 0 | Callipo            | 25-23, 25-21, 25-14               |
| 7ª giornata - 18 novembre 2012 PalaValentia, Vibo Valentia   | Callipo           | 3 - 1 | Altotevere         | 25-19, 25-18, 23-25, 25-17        |
| 8ª giornata - 25 novembre 2012 PalaBianchini, Latina         | Top Volley Latina | 3 - 0 | Callipo            | 25-23, 26-24, 24-26               |
| 9ª giornata - 1º dicembre 2012 PalaValentia, Vibo Valentia   | Callipo           | 3 - 0 | BluVolley Verona   | 25-15, 25-19, 26-24               |
| 10ª giornata - 9 dicembre 2012 PalaValentia, Vibo Valentia   | Callipo           | 3 - 0 | Sir Safety Perugia | 25-18, 25-22, 25-22               |
| 11ª giornata - 16 dicembre 2012 PalaFontescodella, Macerata  | Lube              | 3 - 1 | Callipo            | 25-23, 25-22, 24-26, 25-22        |

#### Girone di ritorno
| 12ª giornata - 22 dicembre 2012 PalaValentia, Vibo Valentia | Callipo            | 0 - 3 | Trentino          | 22-25, 17-25, 23-25               |
| 13ª giornata - 5 gennaio 2013 PalaPanini, Modena            | Modena             | 3 - 1 | Callipo           | 25-15, 21-25, 25-23, 25-21        |
| 14ª giornata - 13 gennaio 2013 PalaValentia, Vibo Valentia  | Callipo            | 0 - 3 | Piemonte          | 23-25, 20-25, 23-25               |
| 15ª giornata - 20 gennaio 2013 PalaValentia, Vibo Valentia  | Callipo            | 0 - 3 | Piacenza          | 27-29, 31-33, 19-25               |
| 16ª giornata - 26 gennaio 2013 PalaDeAndrè, Ravenna         | Robur Angelo Costa | 0 - 3 | Callipo           | 24-26, 16-25, 19-25               |
| 17ª giornata - 3 febbraio 2013 PalaValentia, Vibo Valentia  | Callipo            | 0 - 3 | New Mater         | 15-25, 22-25, 21-25               |
| 18ª giornata - 10 febbraio 2013 PalaKemon, San Giustino     | Altotevere         | 1 - 3 | Callipo           | 19-25, 25-19, 21-25, 21-25        |
| 19ª giornata - 17 febbraio 2013 PalaValentia, Vibo Valentia | Callipo            | 1 - 3 | Top Volley Latina | 21-25, 25-17, 21-25, 19-25        |
| 20ª giornata - 24 febbraio 2013 PalaOlimpia, Verona         | BluVolley Verona   | 2 - 3 | Callipo           | 19-25, 25-21, 25-21, 23-25, 13-15 |
| 21ª giornata - 2 marzo 2013 PalaEvangelisti, Perugia        | Sir Safety Perugia | 1 - 3 | Callipo           | 19-25, 11-25, 25-17, 21-25        |
| 22ª giornata - 10 marzo 2013 PalaValentia, Vibo Valentia    | Callipo            | 1 - 3 | Lube              | 25-18, 19-25, 27-29, 19-25        |

#### Play-off scudetto
| Ottavi di finale (gara 1) - 13 marzo 2013 PalaGrotte, Castellana Grotte | New Mater | 3 - 2 | Callipo   | 27-25, 25-21, 21-25, 24-26, 15-13 |
| Ottavi di finale (gara 2) - 17 marzo 2013 PalaValentia, Vibo Valentia   | Callipo   | 3 - 0 | New Mater | 25-20, 25-18, 25-19               |
| Ottavi di finale (gara 3) - 24 marzo 2013 PalaGrotte, Castellana Grotte | New Mater | 1 - 3 | Callipo   | 25-21, 22-25, 23-25, 23-25        |
| Quarti di finale (gara 2) - 27 marzo 2013 PalaValentia, Vibo Valentia   | Callipo   | 0 - 3 | Trentino  | 23-25, 21-25, 22-25               |
| Quarti di finale (gara 3) - 31 marzo 2013 PalaTrento, Trento            | Trentino  | 3 - 0 | Callipo   | 27-25, 25-23, 25-20               |

### Coppa Italia

#### Fase ad eliminazione diretta
| Quarti di finale - 26 dicembre 2013 PalaValentia, Vibo Valentia | Callipo  | 3 - 0 | Piemonte | 25-22, 33-31, 25-20 |
| Semifinali - 29 dicembre 2013 Mediolanum Forum, Assago          | Trentino | 0 - 3 | Callipo  | 25-18, 25-13, 25-15 |

## Statistiche

### Statistiche di squadra
| Competizione | Punti | In casa | In casa | In casa | In trasferta | In trasferta | In trasferta | Totale | Totale | Totale |
| Competizione | Punti | G       | V       | P       | G            | V            | P            | G      | V      | P      |
| ------------ | ----- | ------- | ------- | ------- | ------------ | ------------ | ------------ | ------ | ------ | ------ |
| Serie A1     | 31    | 13      | 6       | 7       | 14           | 7            | 7            | 27     | 13     | 14     |
| Coppa Italia | -     | 1       | 1       | -       | -            | -            | -            | 2      | 1      | 1      |
| Totale       | -     | 14      | 7       | 7       | 14           | 7            | 7            | 29     | 14     | 15     |

G = partite giocate; V = partite vinte; P = partite perse

### Statistiche dei giocatori
| Giocatore      | Serie A1 | Serie A1 | Serie A1 | Serie A1 | Serie A1 | Coppa Italia | Coppa Italia | Coppa Italia | Coppa Italia | Coppa Italia | Totale | Totale | Totale | Totale | Totale |
| Giocatore      | P        | PT       | AV       | MV       | BV       | P            | PT           | AV           | MV           | BV           | P      | PT     | AV     | MV     | BV     |
| -------------- | -------- | -------- | -------- | -------- | -------- | ------------ | ------------ | ------------ | ------------ | ------------ | ------ | ------ | ------ | ------ | ------ |
| M. Badawy      | 14       | 62       | 55       | 7        | 0        | 1            | 3            | 3            | 0            | 0            | 15     | 65     | 58     | 7      | 0      |
| R. Barone      | 26       | 136      | 99       | 33       | 4        | 2            | 2            | 1            | 1            | 0            | 28     | 138    | 100    | 34     | 4      |
| S. Buti        | 27       | 209      | 133      | 61       | 15       | 2            | 12           | 7            | 5            | 0            | 29     | 231    | 140    | 66     | 15     |
| E. Cortellazzi | 27       | 1        | 0        | 0        | 1        | 2            | 1            | 0            | 1            | 0            | 29     | 2      | 0      | 1      | 1      |
| M. Coscione    | 27       | 47       | 13       | 23       | 11       | 2            | 1            | 0            | 1            | 0            | 29     | 48     | 13     | 24     | 11     |
| A. Farina      | 27       | -        | -        | -        | -        | 2            | -            | -            | -            | -            | 29     | -      | -      | -      | -      |
| M. Forni       | 24       | 66       | 43       | 19       | 4        | 2            | 9            | 5            | 4            | 0            | 26     | 75     | 48     | 23     | 4      |
| D. Kaliberda   | 27       | 218      | 186      | 20       | 12       | 2            | 10           | 9            | 0            | 1            | 29     | 228    | 195    | 20     | 13     |
| N. Klapwijk    | 27       | 445      | 386      | 22       | 37       | 2            | 26           | 24           | 2            | 0            | 29     | 471    | 410    | 24     | 37     |
| A. Lavia       | 4        | 3        | 3        | 0        | 0        | -            | -            | -            | -            | -            | 4      | 3      | 3      | 0      | 0      |
| M. Montesanti  | 5        | -        | -        | -        | -        | 0            | -            | -            | -            | -            | 5      | -      | -      | -      | -      |
| L. Presta      | -        | -        | -        | -        | -        | 0            | 0            | 0            | 0            | 0            | 0      | 0      | 0      | 0      | 0      |
| D. Rocamora    | 19       | 15       | 14       | 0        | 1        | 2            | 0            | 0            | 0            | 0            | 21     | 15     | 14     | 0      | 1      |
| T. Urnaut      | 27       | 354      | 306      | 26       | 22       | 2            | 22           | 20           | 1            | 1            | 29     | 376    | 326    | 27     | 23     |

P = presenze; PT = punti totali; AV = attacchi vincenti; MV = muri vincenti; BV = battute vincenti